# リトルケイマン

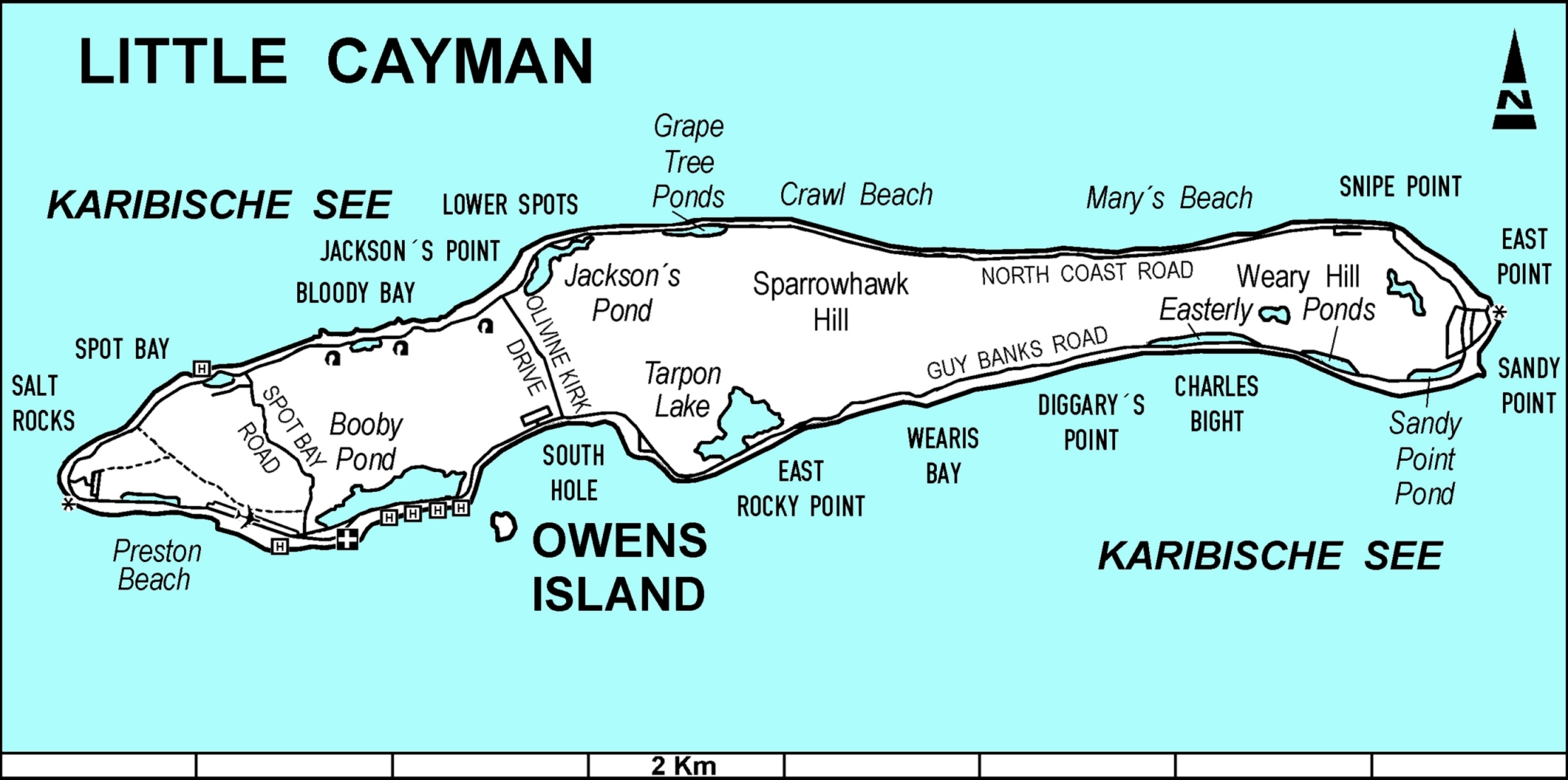
リトルケイマン

リトルケイマン（Little Cayman）とはグランドケイマン、ケイマンブラックと共にイギリス領ケイマン諸島を形成するケイマン諸島の中では一番小さな島である。面積25.9km2、人口約50人で島の98%は、未開のジャングルである。島の周りが国立公園に指定されており、ダイビングの宝庫地となっている。
エドワード・ボーデン飛行場（Edward Bodden Airfield）があるが、一般の道路としても滑走路代わりに使われている時もあり、また小型機でしか着陸できない。
アカアシカツオドリ（Sula sula）の繁殖地があることから1994年9月、ラムサール条約登録地となった。このほかにもケイマンイワイグアナ（Cyclura nubila caymanensis、オオイワイグアナの亜種）やタイマイ（Eretmochelys imbricata）、ハシグロリュウキュウガモ（Dendrocygna arborea）といった絶滅危惧種が生息している。
1503年5月10日ケイマンブラック島の後にクリストファー・コロンブスにより発見された。強風により船がコースを外れるのを余儀なくされた。その時、リトルケイマン島を発見した。発見した時、海亀が沢山いた事からスペイン語で海亀を意味するラス・トートゥガスと名付けた。その後、海賊の住処となり、黒髭（エドワード・ティーチ、サッチ）やニール・ウォーカーやヘンリー・モーガンら悪名高い海賊達が根城にしていた。1600年にグランドケイマン島のイギリス人の亀の漁師が島で、釣りキャンプを経営し始めるが、スペイン人の私掠船の襲撃により、1671年に島を放置した。しかし、1833年に別のグランドケイマン島から2～3の家族グループがリトルケイマン島でブロツサム・ビレッジと言う村を造り暮らし始める。1900年代初頭には100人以上の人口が居て、リン鉱石、ココナッツや海洋ロープなどを輸出して生活していた。 